# مسجد میرزا
این کوه از بلندترین کوه‌های شهرستان سنندج است و در ۵۸ کیلومتری شمال باختری این شهر و در شمال باختری روستای دوزخ دره واقع شده و ۳۰۵۹ متر ارتفاع دارد. رودخانه‌های هنگ لانه، گول بیک، چم قتاوه و قزل اوزن از این کوه سرچشمه می‌گیرند. این کوه نیز دنباله رشته کوه‌های زاگرس است و از جنوب باختری به که سلطان اقزنو و از شمال خاوری به کوه کله درویش متصل می‌شود.